# Tylogonus vachoni
Tylogonus vachoni es una especie de araña saltarina del género Tylogonus, familia Salticidae. Fue descrita científicamente por Galiano en 1960.
Habita en Brasil.